# Диродийтрииттрий
Диродийтрииттрий — бинарное неорганическое соединение
иттрия и родия
с формулой Rh2Y3,
серые кристаллы.

## Получение
- Спекание стехиометрических количеств чистых веществ:

{\displaystyle {\mathsf {3Y+2Rh\ {\xrightarrow {1500^{o}C}}\ Rh_{2}Y_{3}}}}

## Физические свойства
Диродийтрииттрий образует кристаллы
тетрагональной сингонии,
пространственная группа I 4/mcm,
параметры ячейки a = 1,1232 нм, c = 2,516 нм, Z = 32
.
Соединение образуется по перитектической реакции при температуре ≈1500°С
.